# 半国守護
半国守護（はんごくしゅご）とは、室町幕府が、本来は特定の国ごとに1名が定員である守護に2名の守護を補任した状態で、その片方を呼んだもの、ないし守護的な権力を持つものが2つあったため、外部からそう見なしたもの。
そもそも、一国を分割して一郡から数郡単位で守護を任命する分郡守護と呼ばれる制度があり、その延長線上で半国程度を占めたものや、一時的な措置として行われた場合など、その様態はさまざまである。分郡守護同様に、その多くが一族内部あるいは当該国に利害を持つ有力大名の間での勢力均衡の維持を目的として行われる事が多い。
近江国では、同じ佐々木氏族で北半分に京極氏が、南半分に六角氏が盤踞し、京極氏は出雲・隠岐・飛騨守護、六角氏は近江守護であった。京極氏も近江における守護権限を持っていたが、それは自己の領地に対する分郡守護にも満たない部分的なもので、京極氏自身や幕府は近江守護とみなしていなかったにもかかわらず、事情をよくしらない他の者に近江半国守護とされることが多かった。
和泉国では細川氏一族2名が守護に任じられ、両名ともに和泉国全体に対する責任を負って共同統治を行っており、これも和泉半国守護として言及された。和泉両守護（和泉上守護家、和泉下守護家）の守護所はともに堺に置かれ、遵行の際も守護正員2名が共に行った。これは明徳の乱、応永の乱で反乱を起こした山名氏、大内氏がともに堺を拠点としたため、それを鎮圧した足利義満が単独守護による専制を防ぐ為に設けた特殊な複数守護体制であった。